# ستايسي كول
ستايسي كول (19 ديسمبر 1982 - ) (بالإنجليزية: Stacey Cole)‏ هي لاعبة كرة طائرة المملكة المتحدة.